# ميشيلا كاسبار
ميشيلا كاسبار (بالألمانية: Michaela Caspar)‏ هي ممثلة ألمانية، ولدت في 6 أبريل 1960 في فايل آم راين في ألمانيا.

## أعمال

### أفلام
- (2014) فندق بودابست الكبير[6][7][8]
- (2015) العميل 47[9]

## وصلات خارجية
- ميشيلا كاسبار على موقع IMDb (الإنجليزية)
- ميشيلا كاسبار على موقع ألو سيني (الفرنسية)
- ميشيلا كاسبار على موقع أول موفي (الإنجليزية)
- ميشيلا كاسبار على موقع قاعدة بيانات الفيلم (الإنجليزية)
- ميشيلا كاسبار على موقع كينوبويسك (الروسية)